# Grimmest Hits
Grimmest Hits je desáté studiové album americké skupiny Black Label Society. Vydáno bylo 19. ledna roku 2018 společností eOne. Vydání alba bylo oznámeno počátkem října předchozího roku, kdy byl rovněž zveřejněn videoklip k písni „Room Of Nightmares“. Jeho režisérem byl Justin Reich. Další videoklip, tentokrát k písni „All That Once Shined“, byl zveřejněn v listopadu 2017 a jeho režisérem byl opět Justin Reich.

## Seznam skladeb
1. Trampled Down Below
2. Seasons of Falter
3. The Betrayal
4. All That Once Shined
5. The Only Words
6. Room of Nightmares
7. A Love Unreal
8. Disbelief
9. The Day That Heaven Had Gone Away
10. Illusions of Peace
11. Bury Your Sorrow
12. Nothing Left to Say

## Obsazení
- Zakk Wylde – zpěv, kytara, varhany, smyčce
- John DeServio – baskytara
- Jeff Fabb – bicí